# 鄜夫人
鲁国夫人鄜氏或为鹿姓，名字，籍贯，家世不详。五代十国吴越国王钱元瓘妾室，生子孝献世子钱弘僔，忠逊王钱弘倧。
钱元瓘年过三十，而无亲子，妻子马氏向公公钱镠请求为丈夫纳妾。925年，鄜氏生下钱元瓘长子钱弘僔。儿子钱弘僔备受宠爱，鄜氏亦被尊敬。后，鄜氏又生一子钱弘倧。日后，儿子钱弘僔虽立为世子，但因早逝未能继承吴越国王位。
她本人后來的事跡不详，有鲁国夫人的封号，未知何时所封。儿子钱弘倧在947年嗣位不久，胡进思發動政變，即被软禁，钱弘俶被拥立為王。鄜氏的兄弟进侍鄜光铉和水丘昭券一同被胡进思所杀。